# Jockgrim (Verbandsgemeinde)
Jockgrim est une Verbandsgemeinde (collectivité territoriale) de l'arrondissement de Germersheim dans la Rhénanie-Palatinat en Allemagne. Le siège de cette Verbandsgemeinde est dans la ville de Jockgrim.
La Verbandsgemeinde de Jockgrim consiste en cette liste d'Ortsgemeinden (municipalités locales):

Localisation du Verbandsgemeinde de Jockgrim dans l'arrondissement de Germersheim

1. Hatzenbühl
2. Jockgrim
3. Neupotz
4. Rheinzabern